# Pseudosaccharomyces citri
Pseudosaccharomyces citri är en svampart som beskrevs av Briosi & Farneti 1906. Pseudosaccharomyces citri ingår i släktet Pseudosaccharomyces, divisionen sporsäcksvampar och riket svampar.   Inga underarter finns listade i Catalogue of Life.